# کول‌تپه ملایعقوب
کول‌تپه ملایعقوب مربوط به سده‌های اولیه و میانه دوران‌های تاریخی پس از اسلام است و در شهرستان سرآب، بخش مرکزی، دهستان ملایعقوب، روستای ملا یعقوب واقع شده و این اثر در تاریخ ۱۵ دی ۱۳۸۷ با شمارهٔ ثبت ۲۳۹۷۲ به‌عنوان یکی از آثار ملی ایران به ثبت رسیده است.